# شاهنامه قرچغای‌خان
شاهنامهٔ قرچغای‌خان یا شاهنامهٔ وینزور یکی از سالم‌ترین شاهنامه‌های مصور به جا مانده از قرن یازده قمری (۱۰۵۸ قمری یا ۱۶۴۸ میلادی)، معاصر دوران شاه عباس دوم صفوی است. این شاهنامه مشتمل بر ۱۴۸ یا ۱۴۹ نگاره و با خط نستعلیق به قلم محمد حکیم الحسینی، به سفارش قرچغای خان ، بیرون از کارگاه نقاشی سلطنتی تنظیم و کتاب‌آرایی شده‌است. جز دو نگارهٔ نخست این اثر، که توسط ملک حسین اصفهانی نگارگری شده، سایر تصاویر، توسط نسخه شناسان به محمد قاسم و محمد یوسف نگارگر نسبت داده شده‌اند، که از این میان نگارهٔ مجلس کمند انداختن افراسیاب و برزو مشخصا امضای محمد یوسف را داراست. نگاره‌های این شاهنامه (به جز دو مجلس نخست) شباهت‌های بسیاری با شاهنامهٔ رشیدا (محفوظ در کاخ گلستان) داشته و به همین دلیل نقاشان این دو اثر یکسان انگاشته می‌شوند.
مشخص نیست که این کتاب چگونه از خاندان قرچغای به تملک حاکم افغانستان، احمد شاه درانی و سپس ولیعهدش کامران شاه یا حاکم هرات رسیده‌است.
پس از شکست‌های قاجار مقابل روسیه، به دلیل اعادهٔ حیثیت، در دو مرحله قصد بازگرداندن حاکمیت هرات به ایران می‌گردد. بار نخست سپاهی به فرماندهی محمد میرزا (محمد شاه قاجار آینده) به جانب هرات گسیل گشته، که به دلیل فوت عباس میرزا، جنگ رها شده و محمد میرزا برای گرفتن عنوان ولیعهدی از فتحعلی شاه به پایتخت بازمی‌گردد. بار دوم، محمد میرزا که اینک محمد شاه قاجار شده، به سوی هرات لشکر می‌کشد که این بار نیز با حمایت نیروهای انگلیس از حاکم هرات، نبرد با تحمیل تلفات بسیار بر سپاه قاجار بی‌سرانجام می‌ماند.
کامران شاه به خاطر سپاس از حمایت نیروهای انگلیسی، شاهنامهٔ قرچغای خان را در شوال ۱۲۵۵ قمری یا دسامبر ۱۸۳۹ میلادی، برای ملکه ویکتوریا ارسال می‌کند. همراه با نامه‌ای با عنوان: «بلقیس غرب، مهدعلیا ویکتوریا، ملکهٔ بریتانیای کبیر» که شاید اشاره‌ای است به دو مجلس نخست این شاهنامه، که تصویرگر سلیمان و بلقیس است. چنین است که این اثر هم اینک در گنجینهٔ قصر سلطنتی وینزور بریتانیا نگهداری می‌شود.